# Wincenty Nakwaski
Wincenty Nakwaski herbu Prus II – miecznik wyszogrodzki w 1766 roku, skarbnik wyszogrodzki w 1764 roku.
Jako poseł na sejm elekcyjny z ziemi wyszogrodzkiej był elektorem Stanisława Augusta Poniatowskiego w 1764 roku z ziemi wyszogrodzkiej.